# 張文光 (1966年)
張文光（1966年6月10日—），台灣當代爵士鼓手、爵士鼓教育家。

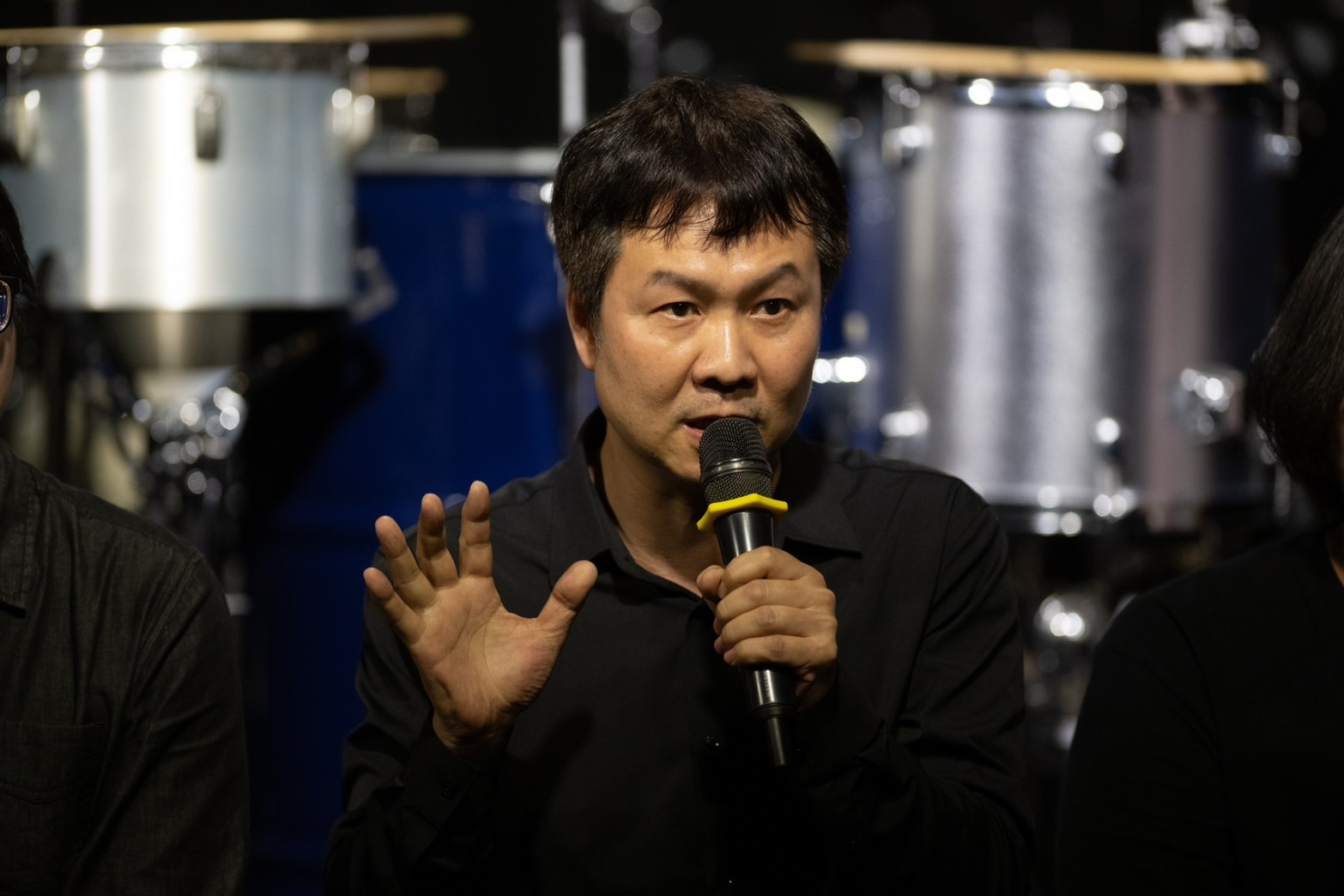
張文光

為台灣台北市人，畢業於國立台灣師範大學音樂學系碩士、美国伯克利音樂學院（Berklee College of Music），主修編曲製作、jazz drum。於13歲時開始在音樂圈當學徒，開啟了學習爵士鼓道路。在美國進修畢業之後創辦了響地音樂，一間提供完善爵士鼓教程的音樂教室。隨後以自身豐富的教學經驗編寫出了爵士鼓分級教育系統，並以「培育人才、引領潮流」為口號，呼籲音樂才藝教學應注重系統培訓與種子培養。

## 簡歷
張文光自1990年代起，任職中視大樂隊鼓手。1998年中視大樂隊解散後，轉任唱片與演唱會專屬樂手，並參與電視節目配樂編曲，合作藝人眾多。
2000年，張文光開始將重心轉移至音樂教育，舉辦台灣中學、大學教育巡迴講座及中國大陸「大師班」講座。張文光講座，多將三十多年的打鼓心得和近年音樂媒體產業發展作結合，引起聽眾共鳴，所到之處皆有熱烈迴響。
2008年，張文光首張音樂創作專輯《鼓動》發行，是第一張以鼓手為主角的專輯。
2010年，第二張專輯《鼓動東西方音樂創作專輯》發行。
2012年，第三張專輯《摧落去創作專輯》發行，同年榮獲第3屆金音獎「最佳樂手獎／爵士鼓」、「最佳爵士單曲獎(Em Funk Jam)」及「最佳爵士專輯獎」等三座 獎項。同年，第四張專輯《鼓動：我的音樂故事創作專輯》發行。2013年整理彙編出「32nd爵士鼓教育培訓系統」，並在台北市南港區開辦響地音樂，以「培育人才、引領潮流」為口號，呼籲音樂才藝教學應注重系統培訓與種子培養。
2014年，赴美國伯克利音樂學院（Berklee College of Music）進修。2015年在崇右技術學院表演音樂系與南臺科技大學流行音樂產業系擔任助理教授。
2015年，於南臺科技大學任教。
2018年，與杭州翼現代培訓簽約
2019年，張文光個人第五張(打)全創作專輯發行。主辦國際金鼓獎。
2020年，於台北城市科技大學任教。

## 演出經歷
- 2013年
  - 03/15 台北 河岸留言演示會
  - 04/26 廣東揭陽 蔡琴 不了琴演唱會
  - 05/01 新加坡 蔡琴 海上良宵演唱會
  - 05/11 台中 秋紅谷民歌演出
  - 06/16 溫州 蔡琴 新不了琴演唱會
  - 07/25 雲頂 蔡琴 好預兆演唱會
  - 08/09-10 台北 葉啟田演唱會
  - 09/15 大同 蔡琴 新不了琴演唱會
  - 09/19 重慶 蔡琴 新不了琴演唱會
  - 11/16 苗栗 新不了琴演唱會
  - 11/23 金馬獎 Band
  - 11/30 鄭州 海上 良宵演唱會
  - 12/07 大連 蔡琴 新不了琴演唱會
  - 12/14 杭州 蔡琴 海上良宵演唱會
  - 12/21 廣州 蔡琴 好預兆演唱會
  - 12/28 上海 蔡琴 好預兆演唱會

- 2014年
  - 01/01 北京 蔡琴 好預兆演唱會
  - 01/04 四川 蔡琴 綿陽不了情演唱會
  - 01/18 合肥 蔡琴 海上良宵演唱會
  - 02/08 香港 蔡琴 好預兆演唱會
  - 02/22 鼓動樂團世新大學兩岸歡迎會
  - 03/15 澳門 蔡琴 銀河演唱會
  - 03/29 雪梨 蔡琴 新不了情演唱會
  - 04/11 澳門 黃子佼演唱會
  - 04/26-27 台北小巨蛋 詹雅文演唱會
  - 05/17 梅州 蔡琴 不了情演唱會
  - 08/20 加拿大 Rama 蔡琴演唱會
  - 08/30 洛杉磯 蔡琴演唱會
  - 08/31 雷諾 蔡琴演唱会會
  - 08/13 鼓動樂團世新大學兩岸歡迎會
  - 10/12 嘉興 蔡琴 不了情演唱會
  - 11/01 廣州 蔡琴 好預兆演唱會
  - 11/08 南京 蔡琴 好預兆演唱會
  - 11/15 泉州 蔡琴 新不了情演唱會
  - 11/29 澳門威尼斯人 蔡琴好預兆演唱會
  - 12/24 天津 蔡琴新不了情演唱會

- 2015年
  - 01/17 杭州 蔡琴好預兆演唱會
  - 03/29 加拿大 蔡琴演唱會
  - 09/05 石家庄 蔡琴新不了情演唱會
  - 09/18 張文光公館河岸留言演出
  - 09/26 長春 蔡琴新不了情演唱會
  - 10/10 雲頂 蔡琴好預兆演唱會
  - 10/17 廣州 蔡琴演唱會
  - 11/07 金音頒獎典禮
  - 12/12 蔡琴 大連海上良宵演唱會
  - 12/24 深圳 蔡琴銀色平安夜演唱會
  - 12/27 武漢 蔡琴海上良宵演唱會
  - 12/31 濟南 蔡琴海上良宵演唱會

- 2016年
  - 01/09 泰國曼谷 蔡琴不了情演唱會
  - 02/12 拉斯維加斯 蔡琴演唱會
  - 04/23 澳門銀河 蔡琴演唱會
  - 05/06-08 台北 蔡琴演唱會 3場
  - 05/21 台中 蔡琴演唱會
  - 05/27-28 新加坡金沙 蔡琴演唱會
  - 06/10 張文光鼓動樂團河岸留言
  - 07/09 桃園 寶島不了情蔡琴演唱會
  - 07/23 高雄 寶島不了情蔡琴演唱會
  - 08/06 嘉義 寶島不了情蔡琴演唱會
  - 09/03 花蓮 寶島不了情蔡琴演唱會
  - 09/10 苗栗 寶島不了情蔡琴演唱會
  - 09/15 昆明 蔡琴演唱會
  - 09/22-25 美國康州 蔡琴演唱會
  - 09/26-30 加拿大溫哥華 蔡琴演唱會
  - 10/22 雲頂 蔡琴演唱會
  - 11/11-12 香港 紅磡蔡琴演唱會
  - 12/03 北京 蔡琴演唱會
  - 12/10 上海 蔡琴演唱會
  - 12/30 浙江 蔡琴演唱會

- 2017年
  - 01/08 南京 風華絕代蔡琴演唱會
  - 05/19 文夏演唱會
  - 05/27 曼谷 蔡琴好預兆演唱會
  - 06/24 澳門威尼斯人蔡琴不了情琴演唱會
  - 08/26 新加坡蔡琴不了情演唱會
  - 10/28 金音獎評審頒獎典禮
  - 11/30 海南島 李建復 演唱會

- 2018年
  - 02/18 美國 MGM 蔡琴演唱會
  - 04/30 北京 蔡琴 草莓音樂節
  - 07/14 吉林 蔡琴演唱會
  - 08/18 吉林 蔡琴演唱會
  - 09/23 昆明 音樂節演出
  - 10/20 珠海 蔡琴演唱會
  - 12/07 鄭州 蔡琴演唱會
  - 12/22 廈門 蔡琴演唱會
  - 12/29 西安 蔡琴演唱會

- 2019年
  - 01/11 東莞 蔡琴演唱會
  - 01/19 新加坡 蔡琴演唱會
  - 03/21 台北 官靈芝演唱會
  - 03/24 黃子佼大港開唱演唱會
  - 03/3l 澳門 蔡琴演唱會
  - 05/11 美國舊金山 蔡琴演唱會
  - 05/25 台灣師範大學 小鼓獨奏音樂會
  - 06/08 馬來西亞 蔡琴演唱會
  - 06/15 台大體育館-警察之夜 小鼓獨奏音樂會
  - 07/13 ICRT 青春旋律演唱會
  - 08/10 澳門銀河 蔡琴演唱會
  - 08/17 台北 TICC-蔡琴演唱會
  - 11/23 上海-蔡琴演唱會

- 2020年
  - 02/15 馬來西亞 蔡琴演唱會
- 2021年
  - 03/10 台北 張文光打擊樂團燒打秀
  - 03/12 台北 PUNK Jazz House Band

- 2022年
  - 09/16-18 台北 蔡琴「好新琴」演唱會
  - 09/30-10/1 心愛的文夏紀念音樂會
  - 12/09  台北 「因為有愛」公益演唱會
  - 12/09  台北 「因為有愛」公益演唱會
  - 12/24-25  淡水雲門綠劇場 蔡琴2022「蔡琴在雲門」演唱會
- 2023年
  - 01/01 總統府元旦升旗典禮 張文光打擊樂團「韌力臺灣擊打秀」
  - 05/13 大西洋城 蔡琴「好新琴」演唱會
  - 06/02 澎湖 海音嘉年華演唱會
  - 06/10 拉斯維加斯 蔡琴「好新琴」演唱會
  - 06/17 拉斯維加斯 蔡琴「好新琴」演唱會
  - 08/05 澳門 蔡琴「好新琴」演唱會
  - 08/19 新加坡 蔡琴「好新琴」演唱會
  - 08/20  新加坡 蔡琴「好新琴」演唱會
  - 09/09  重慶 蔡琴「好新琴」演唱會
  - 09/23  南寧 蔡琴「好新琴」演唱會
  - 11/11  合肥 蔡琴「好新琴」演唱會
  - 11/25  鄭州 蔡琴「好新琴」演唱會
  - 12/02  成都 蔡琴「好新琴」演唱會
  - 12/09  天津 蔡琴「好新琴」演唱會
  - 12/23  紹興 蔡琴「好新琴」演唱會
  - 12/31  南京 蔡琴「好新琴」演唱會
- 2024年
  - 01/13 寧波 蔡琴「好新琴」演唱會
  - 01/20 貴陽 蔡琴「好新琴」演唱會
  - 05/11 上海 蔡琴「好新琴」演唱會
  - 05/25-26 香港 蔡琴「好新琴」演唱會
  - 07/21 吉隆坡 蔡琴「好新琴」演唱會
  - 09/18 美國Yaamava 蔡琴「好新琴」演唱會

## 教學及評委經驗
2013/12/03 張文光大連講座
2014/12/30 張文光西安講座
2015/6/12~14 張文光南寧大師班
2017/5/6 張文光柳州大師班
2017/6/10 張文光南寧大師班
2017/7/13 張文光山東臨沂大師班
2017/12/30 杭州浙江衛視我是鼓手評審
2018/01/28 杭州浙江衛視台我是鼓手評委
2018/06/02 宜興加盟-百鼓齊鳴 暨大師課師資培訓
2018/06/21 中華打擊樂協會師資培訓
2018/07/19 中國音協鼓手聯合會 華中區鼓手大賽評委
2018/07/26 上海打擊樂協會第 13 屆 鼓手大賽 評委
2018/08/15 上海雨禾打擊學校加盟-暨大師課師資培訓
2018/08/19 山東省打擊協會珍珠爵士鼓大賽 評委
2018/11/11 中華打擊樂協會檢定監考官
2019/02/24 台灣電視台 17Q Live Recoard 音樂總監
2019/04/14 台灣電視台17Q Live Recoard 音樂總監
2019/06/23 台灣電視公司 17Q Live 節目 音樂總監 
2019/08/03全國青少年爵士鼓大賽評委(上海打擊樂協會)
2019/09/06 台北 SMEXY LIVE 音樂總監
2019/11/10 中華打擊樂協會檢定監考官
2020/01/19 台南科技大學流行音樂冬令營指導老師
2021 城市科大名人講座「漫談80年代至今的流行音樂演變」
2021 「聲波 震波 超級波：流行音樂的節奏奧秘」校園巡迴講座
2021 「節奏 律動 爵士鼓」流行音樂的演變
2021 台中教育大學流行音樂跨領域學分學程講座
2021 中國科技大學學士後音樂音效專班講座
2022 輔仁大學原住民流行音樂學程講座
2022 中國科大原住民族流行音樂學程講座
2023 超越達人爵士鼓達人演講